# Grúz Királyság
A Grúz Királyság, névváltozata: Ibériai Királyság, történelmi állam a Kaukázusban, grúzul: საქართველოს სამეფო, törökül: Gürcistan Krallığı, oroszul: Грузинское царство, illetve egyszerűen Grúzia, amely állam 1008-től 1801-ig létezett – 1466-túl a Tbiliszi székhelyű Kartli Királyság volt tekinthető az utódállamának –, és az időnkénti teljes (de iure és de facto) függetlenségétől előbb a Bizánci Birodalom, a Perzsa Császárság, illetve az Oszmán Birodalom, majd az Orosz Birodalom függő államaként de facto függetlenségben létezett az 1801-es Orosz Birodalomba való beolvasztásáig. 1762-ben az 1744 óta a Kaheti Királyságot irányító II. Herkules újra egyesítette a két grúz királyságot, Kartlit és Kahetit. Paradox módon a Grúzia védelmét és függetlenségét biztosítani hivató 1783-as Georgijevszki Szerződés, ami II. Herkules grúz király és II. Katalin orosz cárnő között köttetett, és amely szerint a Grúzia (Kartli-Kaheti) felett főhatalmat Oroszország gyakorolta, vezetett a Grúz Királyság megszűnéséhez. A Grúz Királyság egykori hűbéres területei is a XIX. század végéig beolvadtak az Orosz Birodalomba, többek között az Imereti Királyság 1810-ben és legutolsóként a Mingréliai Fejedelemség 1867-ben, amellyel véglegessé vált a grúz állam teljes bekebelezése Oroszországba.

## Az állam adatai
A Grúz Királyság területe hosszú történelme folyamán vagy nagyobb vagy kisebb volt a mai Grúzia kiterjedésénél, ritkán volt a maival azonos.

## Története

A Grúz Királyság legnagyobb kiterjedése idején 1213-ban, I. Tamar grúz királynőnek a halálakor

Alapításától kezdve a megszűnéséig a Bagrationi-ház uralkodott az országban, amit egy időre megszakított a Szeldzsuk-dinasztia erzerumi oldalága, amely a Bagrationi-dinasztia női ága volt.
A Szeldzsuk-dinasztia grúziai királyai VI. Dávid (Narin) (1225 körül–1293), 1245-től grúz királynak, Muhammad Mugith-ud-Din Turkán Sah/Gijász ad-Din (Demeter) erzurumi szeldzsuk herceg és I. Ruszudani grúz királynő fiának a férfi ági leszármazottai voltak.
A Szeldzsuk-ház 1292-ig uralkodott egész Grúziában.
A bizánci–grúz házassági kapcsolatok hosszú időre nyúlnak vissza, hiszen a szomszédság mellett az is döntő tényező volt ebben, hogy a Grúz Királyság is a bizánci rítusú ortodox kereszténységet követte. 1204-ben pedig, mikor Konstantinápolyt a IV. keresztes hadjáratban a nyugatiak elfoglalták, a Bizánci Birodalom több részre hullott szét, és I. Tamar grúz királynő támogatásával megalakult a grúz vazallus bizánci utódállam, a Trapezunti Császárság. Ezután Grúzia mongol meghódításáig Trapezunt Grúzia fiókállama volt, de később is megmaradtak a jó kapcsolatok köztük, és ezt sok esetben házasságokkal is megpecsételték. 

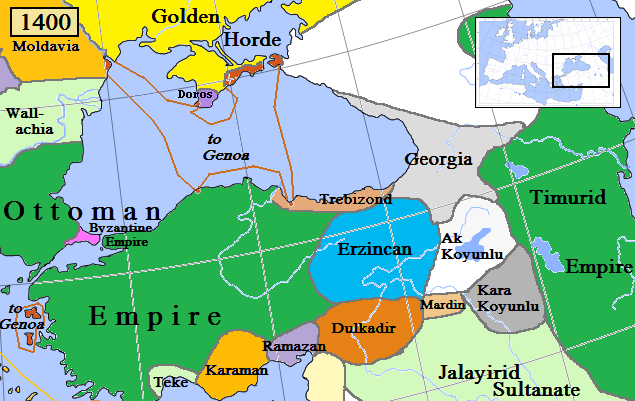
A Grúz Királyság, a Trapezunti Császárság és a maradék Bizánci Birodalom 1400-ban.

III. Alexiosz (1337/38–1390) trapezunti császár (ur.: 1349–1390) és V. (Nagy) Bagrat (?–1393/5) grúz király (ur.: 1360–1393/5) kettős házasságot hozott tető alá a két állam és a két dinasztia: a Komnénosz-ház és a Bagrationi-ház között. 
1367 júniusában az 1366-ban megözvegyült V. Bagrat feleségül vette III. Alexiosz legidősebb lányát, Anna (1357–1406 után) hercegnőt, majd pedig V. Bagrat húgát, Gulkan hercegnőt először eljegyezték Komnénosz Andronikosszal (1355–1376), III. Alexiosz trapezunti császár házasságon kívül született fiával, aki azonban 1377. március 14-én meghalt. Majd ezután Gulkant Andronikosz öccsével, a trapezunti trónörökössel, Komnénosz Mánuel herceggel, III. Alexiosz és Kantakuzénosz Teodóra császárné másodszülött fiával jegyezték el, akivel 1377. szeptember 6-án vagy 1379. október 6-án házasodtak össze Trapezuntban. Ezzel a kettős házassági politika sikeresen megvalósult. Gulkan grúz királyi hercegnő pedig a házasságával felvette az Eudokia nevet. 
1390. március 20-án meghalt III. Alexiosz trapezunti császár, és fia trónra lépett III. Manuél néven. Ettől kezdve Eudokia automatikusan császárnéi címet viselt, és az anyósa, Kantakuzénosz Teodóra lett ekkor az anyacsászárné. Ekkortól a két szomszédos uralkodó, III. Mánuel és V. Bagrat kölcsönösen sógori viszonyba került: III. Manuél felesége, Eudokia császárné V. Bagrat húga, míg V. Bagrat felesége, Anna királyné III. Manuél nővére volt. A kettős házasság az utódlásban is sikeres volt, hiszen mindkét frigy fiúutódok tekintetében szerencsés volt, bár V. Bagratnak már volt egy fia az előző házasságból, és Eudokia 1382. június 19-én világra hozta egyetlen gyermekét, a későbbi IV. Alexioszt.
1386. november 1-én vagy 21-én Timur Lenk elfoglalta Tbiliszit, V. Bagrat királyt és Anna királynét is elfogta, és csak annak fejében akarta őket elengedni, ha iszlám hitre térnek, de a valláscserére nem került sor, mert V. Bagrat első házasságából született idősebb fia, a későbbi VII. György megverte a mongol sereget, és a királyi párt szabadon engedték.
A bizánci-grúz hagyománynak volt a folytatása, hogy 1426 körül IV. János trapezunti császár feleségül vette Bagrationi N. grúz királyi hercegnőt, I. Sándor grúz király lányát, de gyermekeik nem születtek.
A grúz központi királyságot, Kartlit 1723-ban elfoglalták az oszmánok, és VI. Vahtang grúz királyt elűzték a trónról, aki orosz védnökség alá helyezte magát, és az Orosz Birodalomba emigrált a családjával férjezett lányai kivételével, ahol I. Péter orosz császártól a cári címet kapta. 

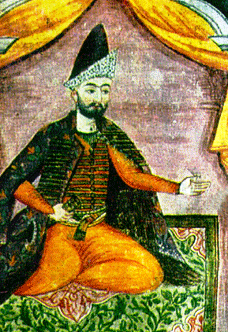
VI. Vahtang grúz király, II. Tamar királynő apja

Ebben az időben VI. Vahtang fia, Bakar és VI. Vahtangnak az öccse, Jessze vetélkedett a trónért, amelyben I. Jessze kerekedett felül, és oszmán fennhatóság alatt irányította a Kartli Királyságot a haláláig, 1727-ig. Ezért 1724-ben a vesztes Bakar király követte apját az orosz száműzetésbe. I. Jessze halála után, 1727-től 1736-ig közvetlen oszmán irányítás alá került az ország. Az oszmánokat Nádir perzsa sah űzte ki az országból, és 1737-től 1744-ig közvetlen perzsa irányítás alá helyezte a királyságot, de a perzsa uralom ellen oszmán támogatással felkelések robbantak ki, melyet csak nagy nehézséggel tudtak leverni. Végül Nádir sah engedélyezte a királyság helyreállítását, de sem az időközben 1737-ben Asztrahánban elhunyt VI. Vahtang fiai, többek között a korábbi király, I. Bakar, sem az oszmán orientációt képviselő I. Jessze fiai, akik közül néhányan szintén az Orosz Birodalomba emigráltak, nem jöhettek számításba, ezért VI. Vahtang legidősebb gyermeke, Tamar lett az aktuális trónjelölt, akinek a férje, II. Tejmuráz, Kaheti királya Nádir perzsa császár hű vazallusának számított. VI. Vahtang lányát 1744. július 9/20-án II. Tamar néven királlyá kiáltották ki a férjével együtt Tbilisziben, és 1745. október 1/12-én Mchetában királlyá koronázták őket. A Kaheti Királyságról II. Tejmuráz még 1744-ben lemondott a közös fiuk, Erekle javára. A koronázását követő évben, 1746-ban II. Tamar királynő elhunyt. A maradék Grúz Királyságban, Kartliban a férje uralkodott haláláig, 1762-ig, amikor is a fiuk, az 1744 óta a Kaheti Királyságot irányító II. Herkules követte apját, és újra egyesítette a két grúz királyságot.

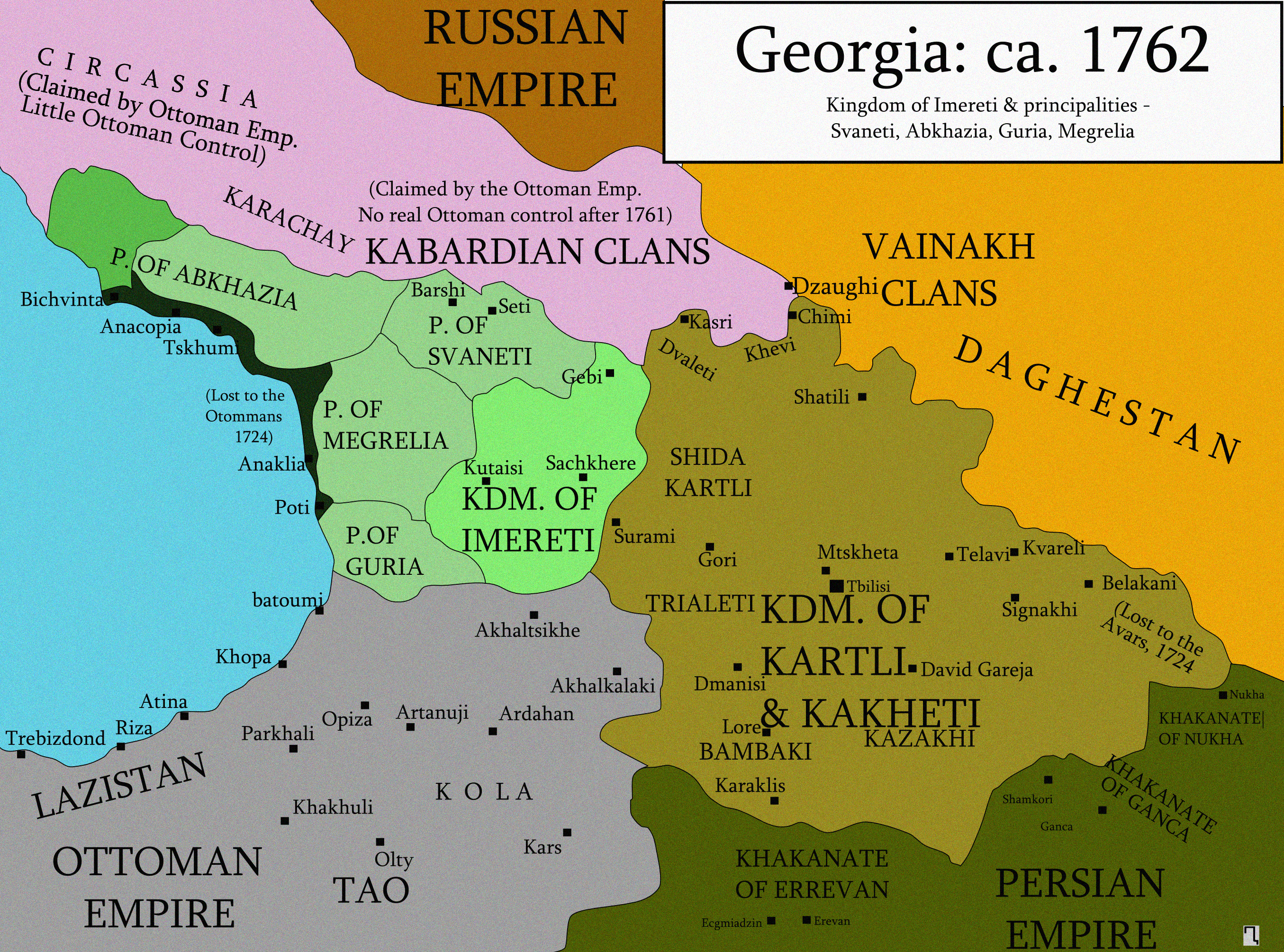
IA Grúz Királyság a XVIII. században.

II. Tamar és II. Tejmuráz házasságával a fiukban, II. Herkulesben egyesült a grúz királyi ház, a Bagrationi-dinasztia két ága, a kartli és a kaheti ág, és a kaheti ág uralkodott Grúziában az ország 1801-es orosz bekebelezéséig, és ez a leszármazási vonal számított a grúz királyi ágnak.
Az 1783-as Georgijevszki Szerződés értelmében, ami II. Herkules grúz király és II. Katalin orosz cárnő között köttetett, a Grúzia (Kartli-Kaheti) felett főhatalmat Oroszország gyakorolta, és az új uralkodó kinevezését jóvá kellett hagyatni a mindenkori orosz cárral.
XII. György grúz király trónra létekor 1798-ban az orosz cári jóváhagyás megtörtént I. Pál orosz cár által, viszont XII. György halála után a fia, XII. Dávid csak rövid ideig uralkodhatott, hiszen az oroszok nem erősítették meg királyi hatalmát, ezért ennek hiányában egyes történetírók nem a fiát, hanem XII. Györgyöt tekintik Grúzia utolsó uralkodójának.
XII. György özvegye, Cicisvili Mária (Mariami) királyné (1768–1850) azzal a tettével írta be magát a világtörténelembe, hogy mikor az orosz cár küldötte, Lazarev (1863–1803)  örmény származású orosz cári tábornok, aki azért érkezett, hogy a grúz királyi család tagjait Oroszországba szállítsa, bejelentette I. Sándor orosz cár parancsát a királynénak, a körülötte levő gyermekeit védelmezve személyesen szúrta le a tábornokot, aki belehalt a sérüléseibe. A deportálást így sem kerülhette el, de az orosz uralkodó nem vonta felelősségre e tettéért a grúzok szemében hős és hazafias királynét.
A grúz királyi ház tagjait Oroszországban telepítették le, orosz címeket kaptak, II. Herkules és XII. György leszármazottai a Gruzinszkij herceg címet kapták, és lefokozták őket egyszerű orosz birodalmi hercegekké, megfosztva őket királyi rangjuktól, és ezután még az uralkodóházak leszármazását nyomon követő, Gothai almanachból is kihagyták őket.

## Szépirodalom
- P. Szathmáry Károly (1855. április 15.). „Georgia utolsó királynője I–II.” (magyar nyelven). Vasárnapi Ujság 2 (15), 113–115. o. (Hozzáférés: 2020. február 3.)
- P. Szathmáry Károly (1855. április 22.). „Georgia utolsó királynője III.” (magyar nyelven). Vasárnapi Ujság 2 (16), 122–123. o. (Hozzáférés: 2020. február 3.)
- P. Szathmáry Károly: Georgia utolsó királynője IV. (magyar nyelven). Vasárnapi Ujság. [2019. október 1-i dátummal az eredetiből archiválva]. (Hozzáférés: 2020. február 3.)
- P. Szathmáry Károly (1855. május 6.). „Georgia utolsó királynője V–VI.” (magyar nyelven). Vasárnapi Ujság 2 (18), 137–139. o. [2019. október 1-i dátummal az eredetiből archiválva]. (Hozzáférés: 2020. február 3.)